# Comuna de Uniejów
Uniejów (polaco: Gmina Uniejów) é uma gminy (comuna) na Polónia, na voivodia de Lodz e no condado de Poddębicki. A sede do condado é a cidade de Uniejów.
De acordo com os censos de 2004, a comuna tem 7309 habitantes, com uma densidade 56,7 hab/km².

## Área
Estende-se por uma área de 129,01 km², incluindo:
- área agricola: 82%
- área florestal: 9%

## Demografia
Dados de 30 de Junho 2004:
|                      | Total   | Total | Mulheres | Mulheres | Homens  | Homens |
| -------------------- | ------- | ----- | -------- | -------- | ------- | ------ |
|                      | pessoas | %     | pessoas  | %        | pessoas | %      |
| População            | 7309    | 100   | 3708     | 50,7     | 3601    | 49,3   |
| Densidade (pop./km²) | 56,7    | 100   | 28,7     | 28,7     | 27,9    | 27,9   |

De acordo com dados de 2002, o rendimento médio per capita ascendia a 1372,94 zł.

## Subdivisões
- Brzeziny, Brzozówka, Czekaj, Czepów, Człopy, Człopki, Dąbrowa, Felicjanów, Góry, Hipolitów, Kozanki Wielkie, Kuczki, Lekaszyn, Łęg Baliński, Orzeszków, Orzeszków-Kolonia, Ostrowsko, Pęgów, Rożniatów, Rożniatów-Kolonia, Skotniki, Spycimierz, Spycimierz-Kolonia, Stanisławów, Wielenin, Wielenin-Kolonia, Wieścice, Wilamów, Wola Przedmiejska, Zaborów, Zieleń.

## Comunas vizinhas
- Brudzew, Dąbie, Dobra, Poddębice, Przykona, Świnice Warckie, Wartkowice